# Kateekal Sankaranarayanan
Kateekal Sankaranarayanan (marathi कातीकाल संकारानारायानन, ur. 15 października 1932, zm. 24 kwietnia 2022) – indyjski polityk.
Pełnił funkcję gubernatora stanu Nagaland (2007–2009), gubernatora Jharkhandu (2009–2010), Arunachal Pradesh (2007–2008) oraz Assamu (2009) i Goa (2011–2012). 22 stycznia 2010 został zaprzysiężony jako gubernator Maharashtry.
Zmarł w domu 24 kwietnia 2022 roku w wieku 89 lat, w wyniku komplikacji po udarze.